# Jagdfliegerführer Schlesien
Jagdfliegerführer Schlesien war ab dem 15. September 1943 die Bezeichnung einer Dienststellung bzw. einer Kommandobehörde auf Brigadeebene der deutschen Luftwaffe im Zweiten Weltkrieg. Ihre Hauptaufgabe war die Luftraumverteidigung in Nieder- und Oberschlesien.

## Geschichte
Die Kommandobehörde des Jagdfliegerführers Schlesien wurde am 15. September 1943 in Cosel aufgestellt. Sie führte die Tagjagd- und Nachtjagdverbände die in Schlesien stationiert waren und nahm die Luftraumverteidigung in diesem Bereich wahr. Sie war der 1. Jagd-Division des I. Jagdkorps des Luftwaffenbefehlshabers Mitte (ab 5. Februar 1944 Luftflotte Reich) unterstellt. Am 3. Februar 1945 erfolgte die Auflösung der Kommandobehörde.

## Jagdfliegerführer
| Dienstgrad | Name           | Datum                                    |
| ---------- | -------------- | ---------------------------------------- |
| Oberst     | Hans Hugo Witt | 15. September 1943 bis 30. November 1944 |
| Oberst     | Hans Krumm     | 1. Dezember 1944 bis 3. Februar 1945     |

## Unterstellte Verbände
| 25. Mai 1944                                                         |                                         |
| -------------------------------------------------------------------- | --------------------------------------- |
| 25. Mai 1944                                                         | 1 Schwarm der IV./Nachtjagdgeschwader 5 |
| 29. November 1944                                                    |                                         |
| II./Nachtjagdgeschwader 5; Stab, I. und III./Nachtjagdgeschwader 102 |                                         |